# White Day
White Day (literalmente em português: Dia Branco) é um feriado que foi criado por um esforço de marketing coordenado no Japão. O White Day é celebrado no Japão, Coreia do Sul e Taiwan no dia 14 de março, um mês depois do dia de São Valentim (para os ocidentais conhecido como Dia dos Namorados, onde os rapazes dão presentes para mostrar gratidão às mulheres que lhes presentearam no mês anterior ).  No Dia de São Valentim, as mulheres dão presentes aos homens; no White Day no Dia dos Namorados os homens devolvem o favor e dão presentes às mulheres, ou apenas dão aquilo que não tiveram coragem de fazer.
O feriado começou em 1978, quando um fabricante de marshmallow começou a vender a ideia aos homens de que eles deveriam retribuir as mulheres que lhes deram chocolates e outros presentes com marshmallows.  Originalmente o dia foi chamado de dia dos marshmallows, e mais tarde mudado para White Day.  
Logo, as companhias de chocolate perceberam que podiam capitalizar em cima desse dia também e começaram a vender a ideia de dar chocolate amargo.  Agora, os homens japoneses dão marshmallows, chocolate branco e não branco, bem como outros presentes comestíveis e não-comestíveis para as mulheres que foram gentis o suficiente para pensar neles e presenteá-los com chocolate no Dia dos Namorados um mês antes.
Essa data é muito encontrada nos animes, geralmente do tipo shoujo (para garotas), onde essa data é muito considerada